# صفر (فیلم ۲۰۰۹)
صفر (انگلیسی: Zero) یک فیلم اکشن لهستانی است که در سال ۲۰۰۹ منتشر شد.

## گزیدهٔ بازیگران
- روبرت وینتسکیویچ
- الکساندرا پولووفسکا
- سزاری کوشینسکی
- آندژی ماستالِـش
- روما گونشوروفسکا
- ماوگوژاتا بوچکوفسکا
- پشمیسواف بلوشچ
- میخاو ژورافسکی
- ماریان جِـنجِـل
- وویچیخ ژیلینسکی
- کامیلا بار
- سونیا بوخوشیه‌ویچ
- ماریوش زانیفسکی
- یانوش خابیور
- ماگدالنا پوپوافسکا
- ماگدالنا بوچارسکا
- الگا بووانچ
- یولیا کامینسکا
- گابریلا موسکاوا
- آرتور یانوشاک
- ماگدالنا لامپارسکا
- پشمیسواف کاچینسکی
- کشیشتف چچوت